# Sungai Rambai (Pariaman Utara)
Sungai Rambai is een bestuurslaag in het regentschap Pariaman van de provincie West-Sumatra, Indonesië. Sungai Rambai telt 869 inwoners (volkstelling 2010).